# Єлше-при-Оточцу
Єлше-при-Оточцу (словен. Jelše pri Otočcu) — поселення в общині Ново Место, регіон Південно-Східна Словенія, Словенія. Висота над рівнем моря: 194,3 м.